# Frédéric Martel
Frédéric Martel (Châteaurenard, 28 ottobre 1967) è un sociologo e storico francese. 
Il suo libro Mainstream è stato tradotto in numerose lingue.

## Libri e tematiche
È noto per i suoi libri sui media e sulle tematiche LGBT, in particolar modo: Le Rose et le noir: les homosexuels en France depuis 1968 (Il rosa e il nero: gli omosessuali in Francia dal 1968), Edizioni Seuil, 1996; De la culture en Amérique (La cultura in America), Edizioni Gallimard, 2006 e Mainstream: Enquête sur la guerre globale de la culture et des médias, Edizioni Flammarion, 2010.
E' attivista lgbt.
Nel 2019 è uscito il suo ultimo lavoro, Sodoma, un'inchiesta sull'omosessualità nella Chiesa Cattolica condotta in circa 30 Paesi del Mondo per quattro anni. La questione gay, sostiene Martel, è una chiave decisiva per comprendere il Vaticano e la sua posizione nella nostra società.

## Attività giornalistica
Nel 1995 è stato caporedattore della rivista del sindacato francese CFDT. Attualmente scrive per Le Magazine Littéraire, L'Express, Dissent, The Nation). È caporedattore della rivista culturale nonfiction.fr ed editorialista di Slate.

## Televisione
Sul suo libro Il rosa e il nero si basa il film del 2002 di Yves Jeuland (Bleu, Blanc, Rose) trasmesso su France 3. Frédéric Martel ha anche co-diretto il documentario De la culture en Amérique nel 2008 con Frédéric Laffont, trasmesso su Arte (canale franco-tedesco), e Global Gay con Rémi Lainé (2014).

## Radio
È ideatore e conduttore del programma radiofonico Soft power, settimanale sui media e internet in onda su France Culture.

## Collaborazioni con istituti e università
Frédéric Martel ha ottenuto un dottorato in sociologia. Dopo essere stato project manager per l'ambasciata francese in Romania (1990-1992) e per il ministero della Cultura (1992), è stato consulente dell'ex premier Michel Rocard (1993-1994). Successivamente è stato consulente del ministro dell'Occupazione e della Solidarietà Martine Aubry (1997-2000). È stato ricercatore e consulente del presidente dell'EHESS, Jacques Revel (2000-2001). È stato delegato culturale dell'ambasciata francese negli Stati Uniti (2001-2005).
Ha tenuto conferenze nelle università americane più importanti (tra cui Harvard, Stanford, Yale, Princeton, Berkeley e il MIT), in molte università del Messico, dell'Argentina, del Brasile, di Hong Kong, della Cina, del Giappone, dell'India, dell'Egitto e una dozzina di altri paesi nel mondo.
Ha insegnato dal 2005 al 2014 all'Istituto di studi politici di Parigi (Sciences Po Paris) e all'Ecole des Hautes Etudes Commerciales de Paris (HEC Paris). Nel 2008-2010 è stato ricercatore per il Centro d'analisi, di previsione e di strategia del ministero degli Affari esteri francese. Ha fondato il sito web di ricerca dell'Institut National de l'Audiovisuel (INA), che si occupa di analizzare le industrie creative e dei media in tutto il mondo.
Dal 2012 è un ricercatore senior presso l'Institut de Relations Internationales & Stratégiques (IRIS). È stato professore invitato all'università di Harvard e all'Università di New York (2004-2006).

### Opere
- Philosophie du droit et philosophie politique d'Adolphe Thiers, LGDJ, 1995 (la sua tesi in diritto pubblico, pubblicata in libro presso le Edizioni LGDJ).
- Le Rose et le noir: les homosexuels en France depuis 1968, Le Seuil, 1996.
- La longue marche des gays, coll. «Découvertes Gallimard» (n° 417), Gallimard, 2002
- Theater, Sur le déclin du théâtre en Amérique et comment il peut résister en France, La Découverte, 2006.
- De la culture en Amérique, Gallimard, 2006 (ha vinto il premio Francia-America nel 2007).
- Mainstream, Enquête sur la guerre globale de la culture et des médias, Flammarion, 2010 (tradotto in una dozzina di lingue tra le quali l'italiano: Mainstream, Come si costruisce un successo planetario e si vince la guerra mondiale dei media, Feltrinelli, 2011)
- J'aime pas le sarkozysme culturel (Non mi piace il sarkozismo culturale), Flammarion, 2012.
- Global Gay, Flammarion, 2012 (tradotto in italiano, adattato in documentario televisivo che ha vinto il premio dell'Organizzazione mondiale contro la tortura nel 2014, a Ginevra).
- Smart: Enquête sur les internets, Stock, 2014 - diritti venduti in Brasile (Record), Cina (Beijing Yanziyue Culture & Art Studio), Corea (Geulhangari), Italia (Feltrinelli), Spagna (Taurus) eTaiwan (Planter Press).[1] Tradotto in italiano da Feltrinelli, Smart, Inchiesta sulle reti, 2015.[2]
- Sodoma, Robert Laffont, 2019 - Pubblicato in contemporanea in 20 Paesi il 21 febbraio 2019. Tradotto in italiano da Feltrinelli[3]